# Croix de La Poterie (Lamballe)
La croix de La Poterie  est située à Lamballe en France.

## Localisation
La croix est située sur le territoire de la commune de Lamballe, dans le département des Côtes-d'Armor en région Bretagne.

## Historique
La croix est inscrite au titre des monuments historiques par arrêté du 5 octobre 1964.

## Galerie

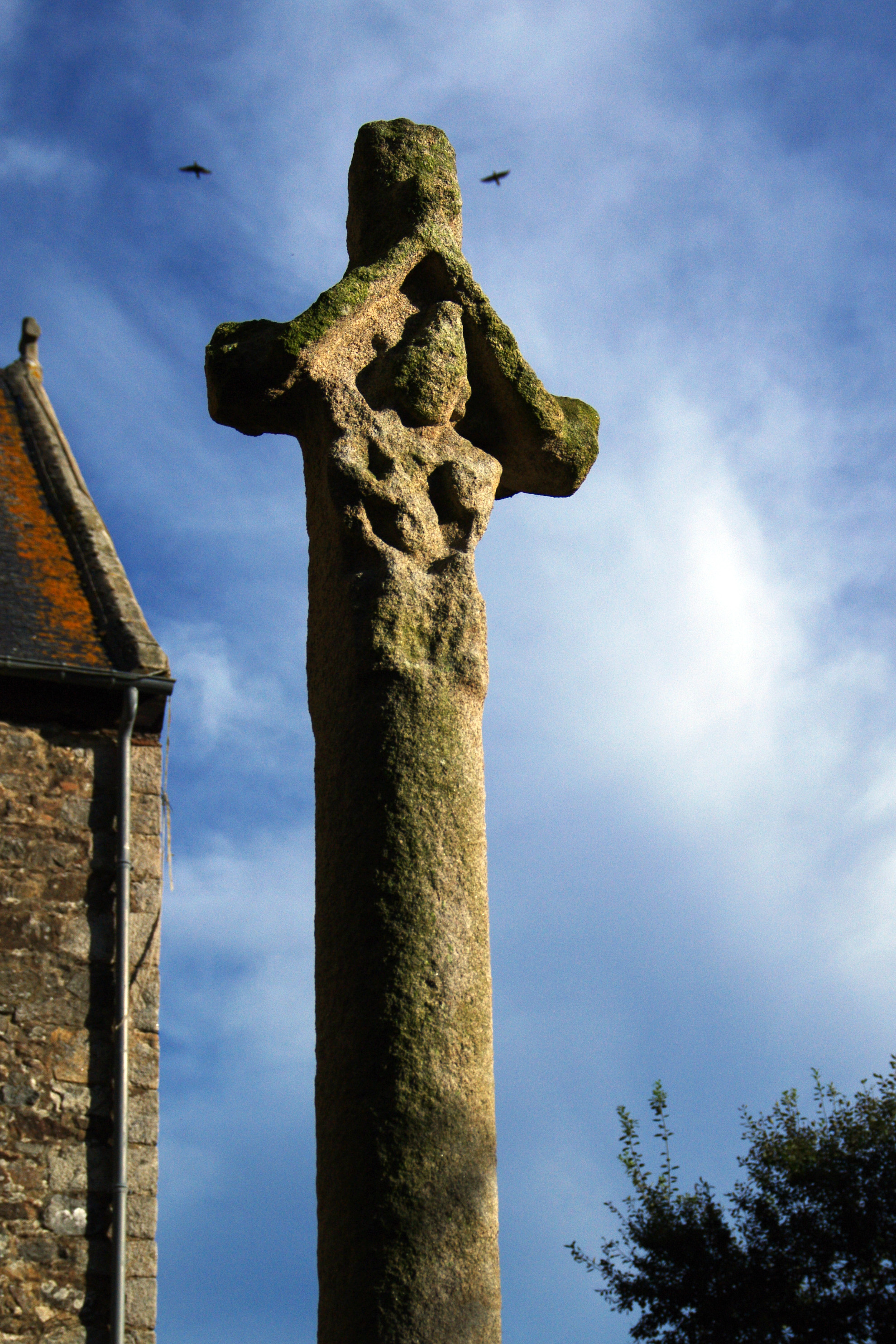